# Белаур
Белаур — болгарский феодал, последний деспот Видина (1323—1336). Происходил из династии Шишмани. Сын деспота Шишмана, брат царя Михаила Шишмана.

## Биография
После вступления своего брата Михаила Шишмана на болгарский престол, Белаур в 1323 год стал деспотом Видина. Участвовал в антисербской коалиции, организованной братом и византийским императором Андроником III Палеологом. После смерти Михаила в битве при Велбужде (28 июля 1330) вёл переговоры с сербским королём Стефаном Урошем III.
Способствовал восхождению своего племянника Ивана Стефана на болгарский престол. Когда год спустя Иван Стефан был свергнут в результате антисербского дворцового переворота в Тырново, Белаур дал ему убежище.
Не признал власть нового болгарского царя Иоанна-Александра (также его племянник). Между ними вспыхнула война, которую Белаур проиграл и в 1336—1337 годах Видинское деспотство перешло снова к Болгарскому царству. После этого в исторических источниках Белаур не упоминается: предполагается, что он был убит.